# Stephania dolichopoda
Stephania dolichopoda är en tvåhjärtbladig växtart som beskrevs av Friedrich Ludwig Diels. Stephania dolichopoda ingår i släktet Stephania och familjen Menispermaceae. Inga underarter finns listade i Catalogue of Life.